# زمانی (قائنات)
زمانی روستایی در دهستان سده بخش سده شهرستان قائنات استان خراسان جنوبی ایران است. بر پایه سرشماری عمومی نفوس و مسکن در سال ۱۳۹۰ جمعیت این روستا ۱۱۳ نفر (در ۵۴ خانوار) بوده‌است.